# Paul Aebi (Fussballspieler)
Paul Aebi (* 10. September 1910 in Bern; † unbekannt) war ein Schweizer Fussballspieler.

## Karriere
Aebi war Stürmer. Er spielte von 1934 bis 1939 bei den BSC Young Boys, von 1939 bis 1944 beim FC Grenchen und danach bis 1946 beim FC Bern.
Er war Mitglied der Schweizer Fussballnationalmannschaft und bestritt zwischen 1936 und 1946 zwanzig Länderspiele, in denen er vier Tore schoss. Sein erstes Länderspiel bestritt Aebi am 5. April 1936 gegen Italien in Zürich, sein letztes bei der 2:7-Niederlage gegen Schweden in Solna. Es war sein einziges Länderspiel als Spieler des FC Bern.
In der Saison 1939/1940 war er mit dem FC Grenchen drittbester nationaler Torschützenkönig.